# Pirro II de Epiro
Pirro II fue hijo del rey Alejandro II de Epiro y de su esposa y media hermana Olimpia o Olimpiada (con la que tuvo otro hijo, Ptolomeo, y una hija, Ftía). 
Alejandro II murió hacia el 242 a. C. y su esposa Olimpia logró la regencia en nombre de los dos hijos varones, mientras la hija Ftía se casó con Demetrio (después Demetrio II de Macedonia). Pirro fue rey de Epiro desde el 240 a. C. hasta su fallecimiento de muerte natural en el 234 a. C.; su hermano Ptolomeo le sucedió en el trono hasta su muerte en el 230 a. C. y su madre Olimpia murió de pena al poco tiempo. La sucesión recayó entonces en Pirro III de Epiro, hijo de Pirro II. 